# スター交歓図裁判
スター交歓図裁判（スターこうかんずさいばん）とは、1976年6月23日に当時の人気アイドル、歌手らが、雑誌に掲載された記事内容をめぐって、雑誌社の編集長らを相手取り、名誉毀損で告訴した裁判である。
各媒体が最も注目し大きく報道した部分は、当時人気絶頂のスターたちが次々と召喚され証言台に立った1979年3月から7月の法廷で、芸能人が連名でマスコミを相手に訴訟を起こした初めての例でもある。

## 概要
1976年6月に発行された小説誌の『月刊問題小説』（徳間書店）の7月号に、著者として"本誌特別取材班"が執筆という形で「決定版!スター交歓図 悦楽へのスタート 処女篇」という記事が挿絵付きで掲載された。その記事はタレント29名が実名で登場して、それぞれの交友関係が生々しく扇情的に描かれ、さらにそれを後追いするような形で『週刊女性自身』（光文社）の6月24日号が「スゴーイ性を書かれたスターたちの大混乱!」という見出しで記事を転載した。これらの記事に対して6月23日、8人の歌手やタレントが東京地方検察庁に『問題小説』の編集長Sと『女性自身』の編集長代理Mに対して、記事は事実無根で著しく名誉を傷つけられたとして告訴状を提出した。
訴えたのは桜田淳子、森進一、西川峰子（現在仁支川峰子）、山口百恵、黒部幸英、野口五郎、西城秀樹、南沙織、都はるみ、あいざき進也の10名で、レコード会社、芸能事務所60社が加盟している日本音楽事業者協会（以下音事協）が提出を代行した。この内、都はるみ、あいざき進也の2名に関しては東京地方検察庁が名誉棄損には当たらないと判断して訴えは退けられて、残り8名の分が受理され名誉棄損を問う刑事訴訟と、損害賠償を請求する民事訴訟が同時に争われた。
音事協の顧問弁護士は「『問題小説』だけなら話し合いで解決するつもりだったが、『女性自身』まで記事を転載したから動いた。告訴することで野放しになっている芸能記事の姿勢に歯止めをかけたい。今回は大半が捏造記事で固められており、タレントの地位を守るためにも訴訟を起こした」と語り、専務理事は「今まで我々は泣き寝入りをしてきた。相手側が謝罪をした場合でも、記事の大きさに比べて謝罪文は、ほんのちっぽけなものだ。今回の記事については限界を超えた酷いものであるとの判断を示し、ここらでけじめをつける必要性を感じたので、この訴訟は刑事上の問題として取り組む。訴訟を起こした8人のうち未成年タレント (記事が出た時点の年齢) が4人もおり、彼らの将来を考えても事は大きい。両社には取材拒否も通告し、音事協所属のタレントの写真も今後一切使わせない」と意見を出した。これを受けて徳間書店と光文社は音事協に謝罪文を提出したが、告訴は取り下げない姿勢で臨んだ。
裁判では、検察側は「有名人には有名税として、ある程度やむを得ないが今回は全く虚偽で表現も露骨。タレントは様々な付加価値がついているのは事実だが公人ではなく、その真偽を暴くことに公益性はない」と主張、それに対し被告側は「名誉毀損罪は親告罪で、告訴委任状の筆跡が本人たちのものと違うし、告訴はプロダクションの圧力によるもので、本人たちの意志ではないから控訴権の乱用となる。タレントの特性から言って記事には公共性があるし、公益を図る目的で書かれた記事は内容が事実であれば罪に問われない。記事内容を事実と信じるに足る理由があるので、報道の原則からすれば起訴は不当」と反発、真っ向から対立した。
民事訴訟の方は1977年12月に徳間書店と光文社が謝罪文を新聞紙上に掲載、損害賠償金を両社が1千万円ずつ、計2千万円（この金はタレント側が日本赤十字社、日本陸上競技連盟に寄付）をタレント側に支払い和解が成立し、裁判は刑事訴訟の方のみで進んだ。
なお、『問題小説』では次号の記事の第2弾として「悦楽へのスタート 初心者篇」を予定していたが、騒動を受けて掲載は見送る判断となり、『女性自身』は、その後この裁判の経過を含む関連記事は一切掲載しなかった。

## 訴訟の対象となった記事
『問題小説』1976年7月号（徳間書店）には、タレントたちの日頃の行状が性的な部分に絞って書かれ、マネージャーとの肉体関係、舞台上から目を付けたファンをホテルの部屋へ呼ぶ歌手、テレビ局内での不純な行為、同棲している歌手同士、風俗店通いをするタレント、中絶をしたアイドル、性行為中に膣痙攣を起こして病院へ担ぎ込まれたアイドル、乱交パーティーに参加した歌手、演出家や脚本家、作曲家と性的関係になる俳優や歌手ら全29名を実名を挙げて掲載したが、かなり戯画化され誇大な表現で、説得力はあまりない。
『女性自身』に書かれた記事は、大部分が『問題小説』からの引用であるが、こちらは、はるかに発行部数が多く、音事協の理事は「『問題小説』だけなら、ちょっと異常な書き方ではあるが芸能誌ではないし告訴までには至らなかった。ところが『女性自身』が記事を扱うというから止めるように警告したのですが、強行したので告訴という事態になりました」と語った。この号の発行部数は『問題小説』が15万6千部に対し、『女性自身』は56万4千部もあった。

## 裁判

### 訴訟の意思確認のための喚問
1977年8月18日に第1回公判が行われ、1978年10月31日の第10回公判では被告弁護人側が「告訴状の中に本人が署名していないものがあり、タレントの意志によるものかどうか疑わしい」と、告訴したタレント8人を証人として法廷に呼ぶことを要求、裁判長がこれを認めた。これによって告訴状が本人の自筆によるものかどうか、告訴する意思があるかどうか、タレント自らが立証しなくてはならなくなり、8人が順次法廷に立つことになった。
音事協の弁護士は「タレント達に直接会って意思を確認しています。みんな怒ってるしプロダクションに言い含められたなんてとんでもない」と主張、被告弁護側は1979年3月1日の桜田淳子の出廷を皮切りに、「その気がないのに芸能事務所の強い圧力で無理に告訴させられたのか?」と次々に各タレントたちに確認のための尋問を行った。従って芸能人たちへの審問の争点は記事の真偽ではなく、あくまで本人たちの能動的訴訟なのかを問いただすための喚問であった。3月にはその後、西川峰子、森進一、4月に山口百恵、黒部幸英、6月に野口五郎、西城秀樹、7月に南沙織が出廷し、自らの意志で告訴に踏み切ったことを次々と証言した。

### 桜田淳子の証言
桜田淳子（当時20歳）は「成人式が済んだら、すぐにでも証人席に立ちたい」とかねてから抱負を語っており、証言前にも「もちろん私の意志で告訴したんです。あまりにもひど過ぎるので許せません。緊張もしますけど私は絶対に潔白なんだから、堂々胸を張って証人台に立ちます」と意気込みを語った。
1979年3月1日、第11回公判が開かれ最初に召喚された桜田が東京地方裁判所の証言台に立った。当時一番人気のアイドル歌手が出廷し、その最初の証人ということで非常な注目を受け裁判所前には400人もの報道陣が詰めかけて、テレビ局、雑誌社、新聞社がアルバイト学生を動員して22席しかない傍聴席の確保のため、235人が徹夜する者なども含め傍聴券を求めて並んだ。桜田はサンミュージックプロダクションの社長と制作部長に付き添われ、車から降りると待機していたマスコミの前で「大変緊張していますが、いい勉強をさせていただくつもりで素直にすべてを話します」と言って裁判所入りした。入廷後、傍聴席に深々と頭を下げ人定質問に「桜田淳子、職業タレントです」と答え、「裁判長の指示に従い、私は証人として真実のみを証言することを誓います」と宣誓をして着席すると、ポケットから眼鏡を取り出してかけ裁判に臨んだ。
主な証人尋問での問答
弁護人「『問題小説』の記事を知ったのはいつか?」
桜田「昭和51年、高校3年生の春だったと思います。事務所の部長から見せてもらいました。そういうことは親代わりになって心配してくれています。記事は大変猥褻きわまりないもので、芸能人の快楽とか大変ものすごいことが書かれて、それまでは、皆軟らかな記事だったのに今度はあまりにもショックが大きかったです」
弁護人「内容を言って下さい」
 桜田「淳子が住んでるマンションに自由に出入りできる男がいる。それは黒部幸英さん（桜田が歌手になるきっかけをつかんだオーディション番組『スター誕生!』のアシスタントを当時していた）。2人はデビュー以来、仲が良くて周りも許している。もう1人は野口五郎さんで私の最初の男性で、赤いワーゲンに同乗していたのを誰かが目撃したと断定的に書いてありました」
弁護人「どう感じたか?」
桜田「高校3年で感受性が強かった時で大変強いショックを受け、告訴できるものならと思い事務所の社長さんに相談しました。それまで有名税と見過ごしてきたけど、この際、真実は述べるべきだと。いくら活字でも限度があります」
弁護人「告訴の相談はあなたの方からしたのか、社長の発案か?」
桜田「お互いにです」
弁護人「告訴とはどういうことか知っているのか?」
桜田「名誉棄損で訴えるということです。今後、悪い記事を書いてもらわないように」
裁判長「弁護人は雑誌の責任者の人をどうして欲しいのかと聞いてるのです。告訴の意味を知っていますか?」
桜田「不勉強なのでよくわかりません」
弁護人「慰謝料とか謝罪広告で済ますという考えはなかったのか?」
桜田「金のためではありません」
弁護人「あなたが告訴したことによって目の前にいる2人に、懲役とか罰金などの刑罰を下すことになるのだが?」
桜田「刑罰なんて、とても嫌な言葉ですけど。マスコミは大切ですが、その中で全く噓のことを書かれると、社会の人がどこを信用していいかわからなくなります。刑罰とはちょっと違うけど結果としては、そうなります。法律のことは高校3年生の時から勉強していないので、よくわかりません」
弁護人「昭和50年4月2日の週刊文春の記事、"百恵と淳子が大人になった"、51年4月4日のサンデー毎日、"高松でのあらぬ噂の周辺"は見たか?」
桜田「文春は見てません。サンデー毎日の方は事務所から抗議しました」
弁護人「文春をどう思う?」
桜田「全部、告訴して欲しいんですか?」
弁護人「昭和53年12月21日の週刊サンケイの、"NHK紅白歌合戦全出場歌手スキャンダル採点簿"、これはどうか?」
桜田「全ての雑誌を見せていただいていますが、いったい何を聞きたいのですか?」
弁護人「記事は断定的だと言っているが、読み違えではないのか?」
桜田「あれがいい文章ですか?読み違えじゃないです」
尋問したのは被告側の5人の弁護士で、桜田は時には身振り手振りを交え両手を大きく広げたり、被告側を指さすなど歌唱時にも見せる振り付けを交えての反論も話題となった。公判が進むにつれて弁護側の難しい法律用語に答えに詰まり考え込む場面もしばしば見られ、時には裁判長が、かみ砕くように説明するなど助け船を出した。桜田の的外れな返答に邸内から再三失笑が漏れ、被告側弁護人も「国語の勉強をしてるわけじゃないんだから」と苦言を呈し、2時間半も続いた尋問の後半には声はか細くなり涙も頬をつたい、何回か「もっと大きな声で」と裁判長から注意を受けた。
例外の自己主張
最後に公判の終了が告げられた時、桜田は挙手をして「もう終わりですか?これで解決したんですか?いろいろ誤解されてるふしがありまして申し上げたいことがあるんです」と発言を求めた。裁判長は被告弁護人と相談して、記録を取らないということで発言を許可した。桜田は「勉強もせずに法廷に立ったことは申し訳ないと思ってます。マスコミは社会に大きな影響を与えますので無責任な立場で報道をしないで欲しい」と演説を始めたが、裁判長は場違いな発言と判断して「そのことで裁判してるし、ここはそういうことを言う場ではないですよ」と諭して途中で終わらせた。弁護人からは「裁判は始まったばかりです。これからも出廷してもらうかもしれませんよ。こちらにも材料がありますから」と返され、桜田は不満を残して法廷を出て、出迎えたプロダクションの社長らの前で悔し涙を流した。
泣き通しだった会見
裁判後、桜田は歌番組の生放送のため日本武道館へ向かい、そこで50人以上の報道陣を前に記者会見を行ったが終始、涙を流しながらの会見となった。
「とにかく初めての経験で、緊張のしっぱなしで精神的にも疲れました。でも貴重な経験をさせていただきました。裁判というものは、あんなにクールなものとは思っていませんでした。相手が憎いとか許せないというのではなく、今後こんな猥褻で嘘のことが書かれないよう、はっきりさせたかった。今まで芸能人は泣き寝入りをしていたけど、それでは済まされません。『刑罰を下したいんですね』と聞かれた時は素直に『はい』と言うことはできませんでした。2メートルくらい先に2人の被告がいるんです。それを見たら、その人の将来もあるし子供もいるだろうし申し訳ない。私は人は人を裁けないと思うんです。罪は憎いけど」"最後に手を上げて発言したけど何を言いたかったのか?"「向こうは向こうの言い分があると思いますが、こちらの言い分も分かって欲しかった」"芸能人のプライバシーをどう考えているのか?"「芸能界を低次元で見ている部分があると思う。タレントにもタレントの生活があります。記事は間違っている部分の方が多く、話したことと書かれることが食い違ってるいことが多くて辛いです。マスコミの方は正しい情報を書いて欲しいです。芸能人というだけで、ああいうことを書かれて、もし訴えなかったら今後に悪い影響を残すことになるし」"今後、出廷する仲間に忠告はありますか?"「私は不勉強で迷惑をかけ申し訳ないと思いましたけど、皆さんも素直にそのままのことを言えばいいのでは?ただ、向こうのテクニックというか、同じことを角度を変えて何度も聞かれると間違ったことを言ってしまいそうで、とても疲れました」と会見の間中、何度もハンカチで涙をぬぐった。

### 西川峰子と森進一の証言
3月22日、西川峰子（当時20歳）と森進一（当時31歳）が時間差で出廷する第12回公判が東京地方裁判所で開かれ、この日は桜田淳子の時を凌ぐ283人が22枚の傍聴券を求めて行列を作った。

#### 西川峰子
「低次元のことを書かれてはたまりません。サインは私自身の自筆ですので、ちゃんと証言してきます。淳子ちゃんの時は事務所の人を通して、どういう証言内容だったかを聞きました。次は私の番なので、それまでに淳子ちゃんに会って相談したりアドバイスを受けるつもりです。もちろん潔白を主張します」と裁判に臨む決意を語った。当日、西川は所属する新栄プロダクションの専務と部長に付き添われて法廷へ入った。
主な証人尋問での問答
弁護人「問題小説の記事を読んだのはいつで、誰かから見せてもらったのか?」
西川「発売後すぐに事務所の専務が、その本を私のところに持ってきて見せてくれました」
弁護人「どんなことが書いてあって、どう思ったのか?」
西川「『デビューして間もなくの夏、東海地方で興行した時、妻子ある中年の男性にあげた』と書いてありました。まるっきりないことなので、2度と書かれないように専務に相談して告訴してもらうことにしました。私たちはイメージで仕事しているから、このように書かれるのは困るんです」
弁護人「記事はすぐに読んだと言ったが、実は最近ではないのか?」
西川「いいえ」
弁護人「ラジオで『記事を読んでいません』と答えているが嘘をついてるのか?」
西川「何かの間違いでしょう。記憶にございません」
弁護人「誰かに勧められ告訴したのか?」
西川「あくまで私の意志です。腹が立ったし、とても嫌な思いがしました」
弁護人「誰をどうしてもらいたかったのか?」
西川「ひどい噓を書いた人を処罰して欲しいです」
弁護人「訴訟委任状と検察官面前調書と今日の宣誓書の署名が、明らかに誰が見ても違うが自分でサインしたのか?」
裁判長「誰の目と言ってもそれは弁護人の目でしょう?」
西川「自分でサインしました。2年前から習字をやっていて習う前より字が上手くなったんです。字というものは、その時の気分でも変わりますし」
弁護人「告訴の意味を知っているのか?」
西川「処罰をお願いすることです。嘘を書いたのだから、その人を罰して欲しい」
弁護人「イラストが描かれているが」
西川「いやらしかったですねぇ。あの顔は私じゃないかと思った」
桜田淳子とは違って西川は被告人席の2人を睨みつけたり傍聴席に笑顔を振りまくなどし、時には法廷内が爆笑し、裁判長も笑いをかみ殺すなどの光景も見られ、その明るい性格が反映された公判となった。
記者会見
喚問を終えた西川は歌番組の収録のため向かった、東京12チャンネル（現在テレビ東京）の局内で記者会見を行った。
「テレビや映画で見る裁判シーンとは違って、もう本当に疲れちゃった。終わったら全身から力が抜けるような感じでた。あの記事は3年前、私が17歳になったばかり、それで中年の男性にあげちゃったなんて、根も葉もないことを書かれたので絶対許せません。当時のスケジュールを見ても東海地方には行ってません。向こうの弁護士から犯人みたいに睨みつけられた時は思わずキッと見返してあげました。被告人を見た時は、この人たちが書いたんだと思ったら腹が立って、2人は笑いを浮かべてるし嫌でしたね。あげる、あげないは女の子にとって重要な問題ですから軽はずみなことはしません。もし記事が本当だったら告訴しません。今後も無責任なスキャンダル記事には断固、戦っていきます」と明快に語った。

#### 森進一
「こっちには全く身に覚えのないことばかりです。名誉棄損ですから出る所に出てはっきりします」と森進一は裁判前に決意を語った。森は渡辺プロダクションから独立したばかりで社長という立場になっており、社員2人を従えて入廷した。
主な証人尋問での問答
弁護人「あの雑誌はどのように書いていたか?」
森「『TBSのGスタジオで山口百恵さんとえげつないことをした』ということが書かれてました。昭和51年5月、雑誌発売直後にマネージャーが持ってきて読んで、腹が立って自分の気持ちをすっきりさせたいと思いました。告訴したいと思ったところに音事協の顧問弁護士から『他のタレントも告訴したいと言っている。君の真意はどうか?』と聞かれたので、その場で決めたのです」
弁護人「弁護士に渡した委任状の筆跡は自分のか?」
森「僕のものじゃないです。当時は全国縦断公演中で大阪、神戸にいました。渡辺プロダクションの宣伝部員から電話があり『委任状を至急作りたい』というので作成を任せました」
弁護人「告訴より損害賠償や謝罪広告を頼んだのでは?」
森「あくまで告訴です」
弁護人「告訴の意味は知っているのか?」
森「その言葉を知ったのは、物心がついた直後です」
弁護人「本当か!?」
森「意味は知りませんでしたが」
弁護人「プロダクションの意向と関係なく告訴などの行動はとれるか?」
森「場合によりけりです」
弁護人「他にも類似した記事があるが?」
森「今度の場合は酷いと思って、謝罪ぐらいじゃ気が済みません」
弁護人「あなたは過去に1度、告訴をしたことがあるが?」
森「ファンなので訴えたくなかったんですが、ことが大きくなったのでやむを得ませんでした」
尋問中の森は終始、険しい表情で答える声はボソボソと聞き取りにくく、度々裁判長から「声が小さい」と注意された。
記者会見
証言を行ったその日、森は渡辺プロダクションから独立して設立したばかりの自身の事務所で記者会見を行った。
「緊張しましたが言いたいことが言えてすっきりしました。明らかにでたらめで下品に書かれたから腹が立った。山口百恵さんとはGスタジオで一緒に仕事をしたことはないですし」"相手と言われた山口百恵さんとはこの件で話し合ったか?"「歌手の方と仕事場では全く話に触れていません。山口さんとも連絡はしていません」"被告をどうして欲しいのか?"「いろいろ方法はあるが淳子ちゃんは被告にも妻子があるから罪を憎んで人を憎まずと言ったが、僕は逆に妻子があるのなら責任を持って欲しい。刑事上の処理をしてもらいたい」"芸能界とマスコミは持ちつ持たれつだが?"「その辺は非常に難しいですが、今度のはルール違反」"今まで女性問題もあったが?"「過去いろいろあったが告訴したくてもプロダクションの意向で、できないこともありました」"スキャンダルを作って売り込むケースもあるが?"「タレントがプライバシーを売ることは好ましいとは思わないし、僕は売り物にしたくない。でも凝り固まって考えてはいません。家族とテレビに出たこともあるし」"裁判長から声が小さいと何回か注意を受けたが?"「僕の声は通りにくいんです。大きな声を出したつもりだったけど」と語った。

### 山口百恵と黒部幸英の証言
裁判史上3番目の記録を作った傍聴希望者の数
4月12日、第13回公判が開かれ山口百恵（当時20歳）と黒部幸英（当時20歳）の2人のホリプロ所属タレントが出廷し、東京地裁前は多くの報道陣で埋められた。テレビ局は中継のためNHKを含む全局が出動し、山口、黒部の所属するホリプロが社員40人を、被告の光文社も社員40人、同じく被告の徳間書店はアルバイトを含む23人を動員して、ファンを含む芸能関係者、他のマスコミに雇われたアルバイト学生ら419人が22枚の傍聴券を手に入れるため午前中から長い行列を作った。
この傍聴希望者数はロッキード事件丸紅ルート初公判、三島事件の初公判に次ぐ史上3番目の多さだった。

#### 山口百恵
「12日に出廷しますけど別段心構えということはありません。素直にありのままを話します。書かれたことに関しては実害はありませんが、いくらタレントでも、あまりにもひどいことを書かれれば裁判に臨むのが当然だと思います。淳子ちゃんは初めての経験だったのに立派に意見を述べたのは感心です。私は、こんなにうまく話せないかもしれないけど、主張すべきことは精一杯言わせてもらいます」と山口は語った。
山口はホリプロの社長、制作部長、宣伝部長など男性社員6名に守られ笑顔もなく緊張の表情で入廷、証人席で「良心に従って本当のことを証言することを誓います」と宣誓し、傍聴券を手に入れた社長と部長も傍聴席から見守った。
主な証人尋問での問答
弁護人「『問題小説』はいつ読んだか?」
山口「記事が出てすぐマネージャーに見せてもらいました」
弁護人「読んでどう思ったか?」
山口「非常にナンセンスだと思いました」
弁護人「ナンセンスとはどういう意味か?」
山口「笑い飛ばして、すましてはいけないということです」
弁護人「事実であるが問題にしないということでは?」
検事「誘導尋問です」
裁判長「弁護人は質問を変えなさい」
弁護人「これまで新聞、雑誌などで弁護士に相談したことは?」
山口「1度あります。戸籍謄本を無断で載せられ告訴した時です。この時は示談で解決しました」
弁護人「どのような経路で告訴委任状の代筆を頼んだか?」
山口「私が母に話して、母が事務所に頼んで弁護士へという順序です。地方にいたため母に代筆しておいてくれるよう頼みました。母は『あなたが帰るまで待つ』と言いましたが私はいいと」
弁護人「母子の話し合いの結論は?」
山口「名誉を傷つけられ、放っとけないので告訴することにしました」
弁護人「会社とあなたの意見が違うさい、あなたの意見は通るか?」
山口「問題によりますがプライバシーの場合は私の意見が通ります」
弁護人「告訴とはどういうことか知っているか?」
山口「罪を犯した者に対して処罰をして欲しいとお願いすることです」
弁護人「そんなに簡単に人を罰していいのか?」
山口「簡単なことではございません」
弁護人「告訴は会社の方針だったのでは?」
山口「私の意思がなければサインしません」
弁護人「同じような記事が他紙にも載っている。そちらはなぜ告訴しないのか?」
山口「今、事務所の人と検討しているところです」
弁護人「そんな大事なことを自分で決められないのか?」
山口「人に相談するということは大切なことだと思います」
弁護人「同じ記事が出たら告訴しないのはおかしい」
山口「きりがないでしょう」
弁護人「過労で入院した時に雑誌の取材を受け、証人は『私はタレントだから何を書かれても仕方がない。告訴は事務所が決めたこと』と言ったはずだが?」
山口「記憶にございません」
弁護人「イラストについてはどう思ったか?」
山口「明らかに私自身と分かるように描いてあって、とても下品だと思いました」
冷静沈着な答弁
出廷した8人のタレントの中で最も怜悧な対応を見せたのは山口で、全く感情的にはならず表情さえ変えずに終始落ち着いた返答で被告弁護人には目もくれず、もっぱら裁判長に訴えかけるように証言し、その如才ない応対は法廷記者をも「弱みは見せないし堂々たるもんです」と感服させた。傍聴席にはホリプロの社長も見守る中、そのやり取りも事前に勉強して法廷に臨んだことを思わせ、5人の被告弁護人の執拗な追及を上手くかわし、1時間20分もの喚問を乗り切って裁判所を出たところで初めて待ち受けた報道陣の前で笑顔を見せた。
記者会見
退廷後、収録先の日本テレビの会議室で100人もの取材記者を前に会見した。
「行ってきたのかな、という感じでアッという間で初めての体験だし緊張しました。ああ、この人たちだなと被告人2人の顔を見ました。言いたいことは100パーセント言えました。法廷はお芝居で演じたことがあり、ある程度予想はしていましたけど台本があるわけじゃありませんから。調書を取られる段階で怒りをぶつけましたから、今日はそれを確認しただけで感情的にはなりませんでした。事件は個人的にはばかばかしいことだと思います。芸能界で仕事をしているから仕方がないとも言えるけど、私個人だけではなく家族にも影響が及ぶし、ここで告訴を取り下げれば今後同じような記事が出た時、何も言えないでしょう。私はタレントであるより、まず人間として我慢できないんです。記事が事実の場合は仕方ないと思いますが事実でないですから」"音事協はたとえ事実でもタレントの名誉を棄損していれば告訴するという姿勢だが?"「音事協は音事協、私は私です」"森進一とのスキャンダル記事についてはどう思うか?"「森進一さんとは話をするほど親しくないし、今回の裁判のことも話したことないです」"芸能人のプライバシー公開についてどう思うか?"「私自身、プライバシーを書かれて得をしたことはありません。売り出すについてマスコミの力があったことは認めますが今回の事件については、それを差し引いても許せません。この裁判が例え10年、20年かかろうと後から芸能界に入ってくる後輩たちのためにも戦い抜きます」"芸能界をきれいな所と思うか?"「一般的には汚い、いかがわしい所と言われているようですが仕事場だし私は好き。そんなことばかりの世界ではないことを合わせてアピールしたい」"今後もタレントが出廷するがアドバイスは?"「私と同じ気持ちで告訴したのでしょうから、自分の意思を大切にして証言して欲しいです」と笑顔で語った。
傍聴席から注視していたホリプロの社長は「あの雰囲気の中、百恵は堂々の証言をしました。この裁判のための打ち合わせは何もしてないんですよ。淳子ちゃんが出廷してから新聞報道もあって、本人も読んで予備知識はあったんでしょう。それに二十歳といっても芸能界で、ある程度の地位を築いた者は1年でも3歳年を取ると言われるんです。百恵の場合は30歳以上の度胸がありますから」と、その毅然とした答弁の分析をした。
引退間際に出版され、200万部を超える大ベストセラーとなった山口の自叙伝『蒼い時』には、この裁判についての記述に20ページも割かれており、告訴の原因ともなった『問題小説』の本人について書かれた箇所を抜粋、掲載している。

#### 黒部幸英
黒部幸英は法廷で「全くの事実無根で頭に来ました。抗議をしてお詫びと訂正を求めようと告訴しました。僕は淳子ちゃんのマンションの場所も知らない。あの記事が出てから、お互いに気を使って楽屋で話すことさえできなくなった」と、やや感情的になって証言した。記者会見では「できるだけ和やかにと思ったんですけど、なかなかそうもいきませんでした。向こうの弁護士さんは僕を熱くするようなことを質問して、うっかりしゃべったことを突っつこうとするのが見え見えでしたので、冷静にと自分に言い聞かせました。萩本欽一さんから『男女交際の乱れた奴は、この世界で絶対生き残れない』と最初から教えられて、それを守ってきたのに」と語った。

### 野口五郎の証言
野口五郎（当時23歳）は証言のため法廷の場がどういうものかを知るために、あらかじめ弁護士に意見を伺いに行き「落ち着いて行きなさい。あんた被害者なんだから怖がることはない」など、いくつかの助言をもらって、この日の裁判に臨んだ。
6月4日、第14回公判が開かれ野口が出廷した。この日も394人もの傍聴希望者が傍聴券を獲得するために並んだが、セーラー服を着た女子高生など女性の姿が目立ち、地裁前に着いた野口は見学に押しかけた多数の女性ファンから声援を受け、ガッツポーズをとる余裕も見せた。
的確さを欠いた証言
弁護人の「『問題小説』はいつ読んだか?」の質問に野口は、「発売された当時です。僕のことが出ていると聞いたので読みました。内容は僕がプライバシーで、いかがわしいことをしていると書いてありました。あまりに一方的で傷つけられた。これはマスコミのペンの暴力です。それで社長に告訴を頼みました。関係者に罰を与えて欲しい」と語った。しかし、「委任状を兄が代筆したのは、告訴を重要視していなかったのでなないか?」の質問に野口は「公演先で電話で告訴決定を知り兄に代筆を頼みました」と答えたが、「検察調書によれば本人がそばにいて兄が代筆したとなっているが?」と問われ「間違いました。僕は立ち合いました」と訂正した。そして「なぜ直接自分で書かなかったのか?」と被告弁護側の追及が厳しくなると野口は言葉に詰まり、核心部分では「記憶にない」を連発して、弁護人は「こう逃げられてばかりではかなわない」と不満を表明した。
この告訴委任状の代筆や検察庁へ行った回数をめぐって、野口は何度か口ごもりながら前言を撤回して訂正するなどして狼狽しながら返答、冷静に対応できなかった。弁護人が指摘するごとに発言の内容が変わり、そこをさらに詮索され「覚えていない」という言葉で言葉を濁し、検察官や裁判長から「原告は訂正してるし、記憶違いと認めたからいいじゃないですか」と助けられるなどして約1時間半の尋問に耐えた。法廷内で傍聴した女性ファンからも「五郎が犯人みたいにいじめられてかわいそう」と同情を買った。
記者会見
公判後、野口はフジテレビの局内で記者会見を行った。開口一番「まだドキドキしています」と神妙な面持ちで切り出した。「ある程度、予想はしてたけど初めてだしとても怖かった。何かいじめられてるようでした。3年も前のことで記憶がごっちゃになり、それで誤解された点もありました。正直言って、もう二度と出るのは嫌ですね」と疲弊した顔で語った。

### 西城秀樹の証言
「なんのやましいこともないから平気です。正々堂々と話してきます。僕たちがいつまでも黙っているということは、決してよくないことだと思います」と西城秀樹（当時24歳）は裁判前に語った。西城は他の7人とは違って『女性自身』は告訴の対象から外した。
6月22日、第15回公判が開かれ、今年になって『YOUNG MAN (Y.M.C.A.)』が西城自身の曲で最大のヒットとなったこともあり、東京地方裁判所には女子高生から中年の主婦層まで幅広い女性ファンが大勢押し掛け、傍聴希望者は270人が列を作り、その中、西城はファンに微笑みかけながら入廷した。
主な証人尋問での問答
弁護人「『問題小説』の記事には、どういうことが書かれてたか?」
西城「浅田美代子さん、奈美悦子さんとのことで、口では言えないようなことが書いてあって怒りがこみ上げました」
弁護人「ここに奈美悦子さんの記事に関して以前に出た雑誌がありますが、そちらはどうして告訴しなかったのか?」
西城「今度の場合は凄く不愉快な書き方だったんで、どうしても何らかの処分をして欲しかったんです」
弁護人「この記事は断定的な書き方ではないが」
西城「そんなことはありません。さも本当にあったかのように書かれています」
弁護人「『問題小説』の後、他の週刊誌、新聞でも記事が引用されたが、なぜ告訴しなかったのか?」
西城「二番煎じ、三番煎じよりも元を叩けばいいと思いました」
弁護人「『女性自身』への告訴を取り下げたのは、編集部に親しい友人がいるからではないのか?」
西城「そんなことはありません。元を断つというのが一貫した考え方で、検察庁に呼ばれた時、他の人たちと一括して『女性自身』も告訴した形になっていることに気が付いて取り下げました」
弁護人「告訴委任状のサインはあなたのものじゃないですね」
西城「プロダクションの方です。仕事で忙しくて自分で、できませんでした」
弁護人「告訴は本当にあなたの意思だったのか?現実にはプロダクションの意向には逆らえないのじゃないか?」
西城「はい」
弁護人「検事調書で『記事が出てファンが減った』と述べているが、あなたのファンの年齢はどのくらいか?」
西城「主に10代の女性です」
弁護人「『問題小説』の読者は20代以上の男性が主で、10代の女性はほとんどいない。それでもファンが減ったと思うか?」
西城「減ったと思います」
弁護人「昨日はどこにいたか?」
西城「大阪で公演して今朝、飛行機で帰ってきました」
弁護人「同行したマネージャーやバンドマン全員の名前を言いなさい」
裁判長「そこまでやる必要はない。その質問は認めません」
弁護人「証人の証言はあいまいな部分が多く、その信憑性を確かめるためで、これは重大な問題だ」
裁判長「裁判官の指揮に従って下さい」
弁護人が「いい加減なことを言うな!」と声を荒げながら、西城のそばまで行って詰め寄るなど緊迫した場面もあったが、西城は記憶違いを指摘された時には笑顔で対応し、傍聴席にも笑って振り返る余裕も見せるなどもして1時間20分の喚問を乗り切った。
記者会見
西城は収録のために訪れた文化放送の会議室で会見した。
「法廷の雰囲気に圧倒され、なかなか思うように言えなかった。緊張のしっ放しで今はホッとした気持ちです。相手側の弁護士は怖い感じで、そばによって質問された時は体が硬直しました。まるでこっちが悪いことをしてるみたいで。同じ質問が角度を変えて繰り返されるので、僕自身も混乱して辻褄が合わなくなり、黙ってしまって立ち往生してるように見えたでしょうね。記事の内容を言えと言われても言葉で表せないほど酷い。嘘八百のでたらめで、今ふうに言えば"とんで"書いている。その全てに腹が立ったわけで、他の人たちがしたとかしないとかは関係なく、僕1人でも告訴しました」"記事のせいでファンが減ったのか?"「確かに減りました。事務所に来る手紙の数から判断してそう思います。僕のファンは、僕の出ているものなら、どんなものでも読んでくれていますから」"芸能人は話題としてプライバシーを提供することもあるが?"「難しい問題ですが、自分の時間だし公開したくない部分もあります」"被告について今どう思ってるか?"「それだけの罪を犯してるんだから。逆の立場だったら僕が訴えられても仕方がない」"被告にどんな罰を与えて欲しいか?"「僕が決めることじゃないでしょう。裁判所にお任せします。マスコミにはもっと明るい話題を出してもらいたいですね」と笑顔を見せながら緊張感から解放された、くつろいだ会見となった。

### 南沙織の証言
所在不明となっていた南沙織
裁判所は南沙織（当時26歳）の提出した告訴状に記載された住所に召喚令状を送付して出廷要請を出したが、所在場所不明で送り返される状況が何度も続いて、出廷日は次々と延期になる状態となっていた。南は上智大学での学業に専念するため、すでに芸能界は引退しており、所属していたT&C ミュージックも所在先は把握していなかったが、その後、召喚日としていた野口五郎と同じ6月4日に、写真家の篠山紀信と新婚旅行でロンドンへ向かっていたことが分かった。南はすでに篠山の家に転居していたので、召喚状は本人不在で返送され、南自身もこの状況を知らなかったが、これには各方面から批判の声が上がった。
被告側は「無責任だ。これは刑事裁判で、被告を刑務所に送ってくれと起こしたようなもの。にもかかわらず出廷はしないとは彼女の人間性を疑う。書面で出廷命令を出しても連絡がつかないなら執行官の派遣を要請する」と憤り、音事協側も「みんな過密スケジュールをぬって告訴した者の責任において出廷した。歌手を引退したのだから、たった1日、しかも2、3時間の証言時間など取る気があるなら取れるはず」と嘆いた。そこで裁判所の執行官送達という形で出廷がなんとか実現した。
7月16日に第16回公判が開かれ最後の証人の南が、篠山紀信事務所のスタッフに付き添われて入廷、待っていたファンからは「結婚おめでとう」との声援も受けた。傍聴希望者は138人で、南は芸能界からは引退している立場なのでファンはあまりおらず、ほとんどがマスコミ関係者だった。
主な証人尋問での問答
弁護人「『問題小説』の記事は読んだか?」
南「記事の噂を聞いて付き人に買ってきてもらいました。私は英語でずっと教育を受けたので、漢字が読めませんから事務所の人に読んでもらいました。記事は歌を歌うこととは何の関係もないことで、気持ちがとても傷つきました。家族、お友達、学校の関係にひびが入るので告訴しようと思いました」
弁護人「内容を言って下さい」
南「ここでは関係ないでしょう!」
裁判長「言いなさい」
南「いやらしいことが、デビュー当時の私とマネージャーのことなど、いろいろ書かれて動揺して気持ちが傷つきました。だれもが生きていているし毎日の生活があります。芸能人だからといってプライベートなことを書かれては困ります。金銭的にではなく法律的に解決しようとして告訴に踏み切りました」
弁護人「昭和47年当時に各週刊誌に書かれたことを、再度『問題小説』が取り上げたに過ぎないのに、なぜ本誌だけを告訴したのか?」
南「それ以前の雑誌については見たことも聞いたこともありません」
弁護人「昭和52年に検察庁に呼ばれたあなたは検事に、以前いろいろ書かれた時は告訴せずに涙をのんだと供述しているが?」
南「記憶にありません」
弁護人「とすると、あなたの知らないことを検察庁が勝手に嘘を書いたというのか?証言になっていない、ちゃんとやって欲しい。言いにくいことは『記憶にないと言いなさい』と弁護士から教わったのか?」
南「そんなことはありません」
弁護人「あなたは告訴委任状に漢字でサインしているが、漢字は書けないのじゃなかったのでは?」
南「鉛筆で下書きして上からなぞって書きました。いつも英語のサインばかりでハンコを使うことには慣れていませんから」
弁護人「召喚状を受け取っていないから出廷日を知らなかったと言うが、あれほど新聞で騒がれたことなんですよ」
南「日本語の新聞はあまり読まないんです」
弁護人「本当は告訴の意思がぐらついていたんじゃないのか?」
南「意思は変わりません。出廷することは義務なので今日出てきました」
公判は2時間10分もかかり、すでに一般人となっていたので南は記者会見などは行わず、そのまま帰宅した。

### 判決
査問されなかった記事の真偽
裁判は、その後刑法学者、社会学者、芸能評論家などが証言台に立ち、記事の公益性、公共性の有無が争点となり協議された。被告側は「我々としては記事の真偽にまで裁判を持っていく。中絶したアイドル、ラブホテルに入ったアイドルたちの事実もつかんでいる。芸能人は自ら著名人になることを求めた以上、自分のプライバシーは放棄したものと考えられるし、芸能界の乱れた性道徳に反省を促す狙いもある。こちらにはスターたちが狼狽する証人も用意している」と強気の姿勢を崩さなかったが、裁判長はこの証人申請を却下、事実関係の審理はされなかった。
音事協は「今回は皆の意見で告訴したのだし、タレント本人の意思の確認も取れた。この裁判を通じて各プロダクション間に強い絆を作れたと思う。反省材料もあるがタレントたちはしっかり発言してくれたし、この裁判は勝てる」と自信を持った。
記事にされながら告訴しなかったタレント
- 「僕は週刊誌などに書かれても気にしない方なんです。実を言うとその記事も読んでいませんし、他の週刊誌もほとんど読んでないんです。ファンは信じてくれているし、僕も自信があります」（郷ひろみ）[24][16]
- 「スターというのは虚名の部分と実体をうまくミックスさせた人工的加工物。それが告訴ということになると、法廷で全部をさらすことになる。したがって本人に個人としては告訴させませんでした」（麻丘めぐみ所属のビクター）[78]

芸能人側の勝訴の判決
1980年7月7日、判決公判が開かれ裁判長は「芸能人といえども性に関することは最も私的な部分であり、報道の自由の名のもとに、いたずらに私生活を暴き名誉を棄損することは許されない」として名誉毀損罪の成立を認め、芸能人側の全面勝訴の判決を下した。『問題小説』の編集長Sに懲役6か月、執行猶予2年（求刑懲役1年）、『女性自身』の編集長代理Mに罰金15万円（求刑懲役10か月）の有罪判決を言い渡した。
裁判長は「最終的に代理人が各タレントの意志を確認しており、告訴は有効である。記事は不確定な噂を大衆の好奇心に答えるだけのために書かれた。不必要な実名を使い、いたずらにタレントの品位を汚しただけで公共性はない。興味本位に書かれた露骨、低劣な内容で表現方法も悪質。多数の関係者の名誉に対する配慮もなく犯情は重い」と判決の理由を述べた。M被告の弁護人の「『女性自身』の記事は『問題小説』の記事の論評に過ぎない」という主張にも「内容にそうした姿勢は見られない」と却下した。

### 各関係者の見解
山口百恵
「タレントとしての立場が守られ、主張したことが通ったことは嬉しいです。ただ判決で相手を傷つけることが私たちの目的ではありません。今度の事件は、私の人生の中でマイナスではなく、むしろいい経験になりました。言いたいことはマスコミの人々は活字の重さ、その世間に与える影響力を考えて自覚をもって書いて欲しいということです。もちろん、これまでマスコミには助けていただいた部分もありますが、お互いにかばいあうことも必要だと思っています。名誉棄損は事実関係の有無を問わず私は成立すると思います。プライバシーは、どこからどこまでか区別がつきにくいけど、良識ある判断だったら、あんなことは書けなかったはずです。三浦友和さんとは今回の問題で話し合ったことはありませんが、結婚後も常識外れのことを書かれた場合には抗議するつもりです。向こうが控訴するならお終いまで闘いますし、引退して逃げるようなことはしません」
桜田淳子
「罪になった方はお気の毒と思いますが、専門家が長い時間をかけて出された判決ですから。これからは、ああいう記事は書いて欲しくないです」
野口五郎
「マスコミの有意義さはわかりますけど、もう少し慎重な記事にして欲しかった。判決については一応、満足していますし罪は罪として書いた人たちを憎む気持ちはありません」
音事協の広報担当者
「厳粛、公正な判決だ。タレントにもプライバシーはあるし、それが認められたのは当然。これからも我々はタレントを全面的に支援していきます」
被告側弁護士
「まるで有罪判決にするための儀式のような裁判だ。我々の主張した証言の表面だけしかとらず、裏の真実を見ていない。弁護側の主張に正面から答えようとしていない判決内容で、刑事裁判の原則である真実究明を裁判所が放棄したと言っても過言ではない」
梨元勝
「芸能人にプライバシーはないとは言わないが、公人だからそれなりの心づもりが大事。今回の裁判はタレント側が力で口を封じ込めようとしたのではないか?だからマスコミ側も変に自主規制することはすべきでない」
石川弘義
「思ったより重い判決だ。たしかに表現についてジャーナリズムにも欠点はあるが、どうもタレントのご都合主義のような気がする。スターたちは結婚式さえも言ってみれば商売に利用している訳だから極端な話、芸能人はプライバシーを放棄してもいいのではないか」
清水英夫
「判決にはにわかに賛成できない。スターが子供たちからアイドル視され、億単位の結婚式を挙げて世間の耳目を集め、その存在は公共の関心事になりつつある。この判決の論理では政治家の女性問題なども、そう簡単に触れることが出来なくなるかもしれない。ただ、くだんの記事自体は私も読んだが、表現方法は行き過ぎが目立つなど、かなり問題がある」